# Коккайнар (Жамбильський район)
Коккайна́р (каз. Көкқайнар) — село у складі Жамбильського району Алматинської області Казахстану. Входить до складу Унгуртаського сільського округу.
Населення — 551 особа (2021; 610 у 2009, 716 у 1999, 722 у 1989).